# Памяти минувшего дня (фильм, 1990)
«Памяти минувшего дня» (В память ушедшего дня) (лит. Praėjusios dienos atminimui) — советский литовский документальный короткометражный фильм Шарунаса Бартаса 1990 года. Фильм снят на черно-белую 35 миллиметровую пленку.

## Сюжет
Фильм снят в Калининграде, Россия.
Глазами бродяги мы путешествуем по урбанистической пустыне современного города - столицы. Мы видим город без духовной жизни, культуры и морали - город такой же одинокий и потерянный, как и сам бродяга.
Меня всегда привлекал город. Иногда кажется, что это творение природы, что какая-то невидимая сила собрала множество людей в одно огромное живое существо... Нигде человек не чувствует себя таким одиноким, как в городе. И нигде он не погружается в такое безрассудное ликование.Шарунас Бартас, Harvard Film Archive

## Съемочная группа
- Шарунас Бартас — режиссер, сценарист
- Аудрюс Купревичюс — продюсер
- Владас Науджюс — оператор
- Ромуальдас Федаравичюс — звукорежиссер
- Ариадна Грудене, Нина Романовская — монтажеры

## Премьера и показы
Фильм был показан в 1990 году на Международном кинофестивале в Пезаро, Италия; на Киевском международном кинофестивале «Молодость», Украина; на Международном кинофестивале в Карловых Варах, Чехия; на Роттердамском кинофестивале, Нидерланды; на кинофестивале в городе Лодзь, Польша; на Международном фестивале документального кино в Амстердаме, Нидерланды; на Международном кинофоруме «Арсеналы» в Риге, Латвия; на фестивале документальных фильмов в Марселе, Франция.
В 1993 году на Международном кинофестиваль «Niepokalanów» во Вроцлаве, Польша.
В 1996 году на Международном кинофестиваль «Cinema du Reel» в Париже, Франция; на Международном фестивале документального кино и анимации в Лейпциге, Германия; на Гданьском кинофестивале, Польша; на фестивале скандинавского кино в Любеке, Германия.
В 1997 году повторно на Международном кинофестиваль «Cinema du Reel» в Париже, Франция; на «Die Film Festival»; в Киноархиве «Антология», Нью-Йорк, США, в рамках ретроспективы режиссера.
Также фильм был показан в 2003 году в кинотеатре при Гарвардском киноархиве, Кембридж, США, в рамках ретроспективы режиссера.
В 2013 году фильм показали на фестивале «Послание к человеку».
В 2016 году фильм был показан на Международном фестивале кино в Барселоне, Испания.
В 2018 году во Французской синематике прошла ретроспектива литовского кино, в рамках которой была показана картина Бартаса, изначально фильм «Памяти минувшего дня» не был выпущен во Франции.
В 2019 году «Памяти минувшего дня» повторно показали на 54-Международном кинофестивале в Карловых Варах, Чехия.

## Награды
«Памяти минувшего дня» получил гран-при на Киевском международном кинофестивале «Молодость», Украина.
Фильм также получил специальный приз жюри и приз зрительских симпатий на Международном фестивале документального кино в Амстердаме, Нидерланды. 
В 1996 году картину отметили как «лучший документальный фильм» на Международном кинофестиваль «Niepokalanów» во Вроцлаве, Польша.

## Критика
Сергей Добротворский в статье «Кино: История пространства» назвал картину «довольно ученической в общем и целом», но отметил, что в фильме есть два кадра, которые являются важными «концептуальными клетками».
Лукас Брашишкис в своем эссе «Исторические непредвиденные обстоятельства в ранних фильмах Шарунаса Бартаса» сказал, что «все жители города, изображенные в этом фильме, выглядят так, как будто их «держат в заложниках» рутиной и мрачным окружением».
Критик Елена Ясюнаит на Международном кинофестивале в Карловых Варах, Чехия сказала, что фильм Бартаса «является одной из первых работ "break generation" литовских кинематографистов», а также отметила, что «маргинализированные члены общества и люди с ограниченными возможностями», которые не появлялись в кино предшествующих эпох, «стали основными персонажами в работах нового поколения».    
Коринн Мори в своей книге «The Sense of Place in Contemporary Cinema» посвятила отдельную главу, посвященную Шарунасу Бартасу - «Sharunas Bartas’s Undergrounds», в которой  проанализировала образ города в фильме «Памяти ушедшего дня»: «Вильнюс представлен на экране как ритмическая серия обыденных микроситуаций, каждая из которых достаточно уникальна, достаточно отличительна».    